# 科克斯冰川
72°12′S 101°2′W / 72.200°S 101.033°W
科克斯冰川是南極洲的冰川，位於埃爾斯沃思地的瑟斯頓島，處於羅奇雷冰川東面，最終在皮考克峽灣注入阿博特冰架，在1960年1月由美國海軍拍攝空中照片。